# Naturschutzgebiet Quarzsandgrube

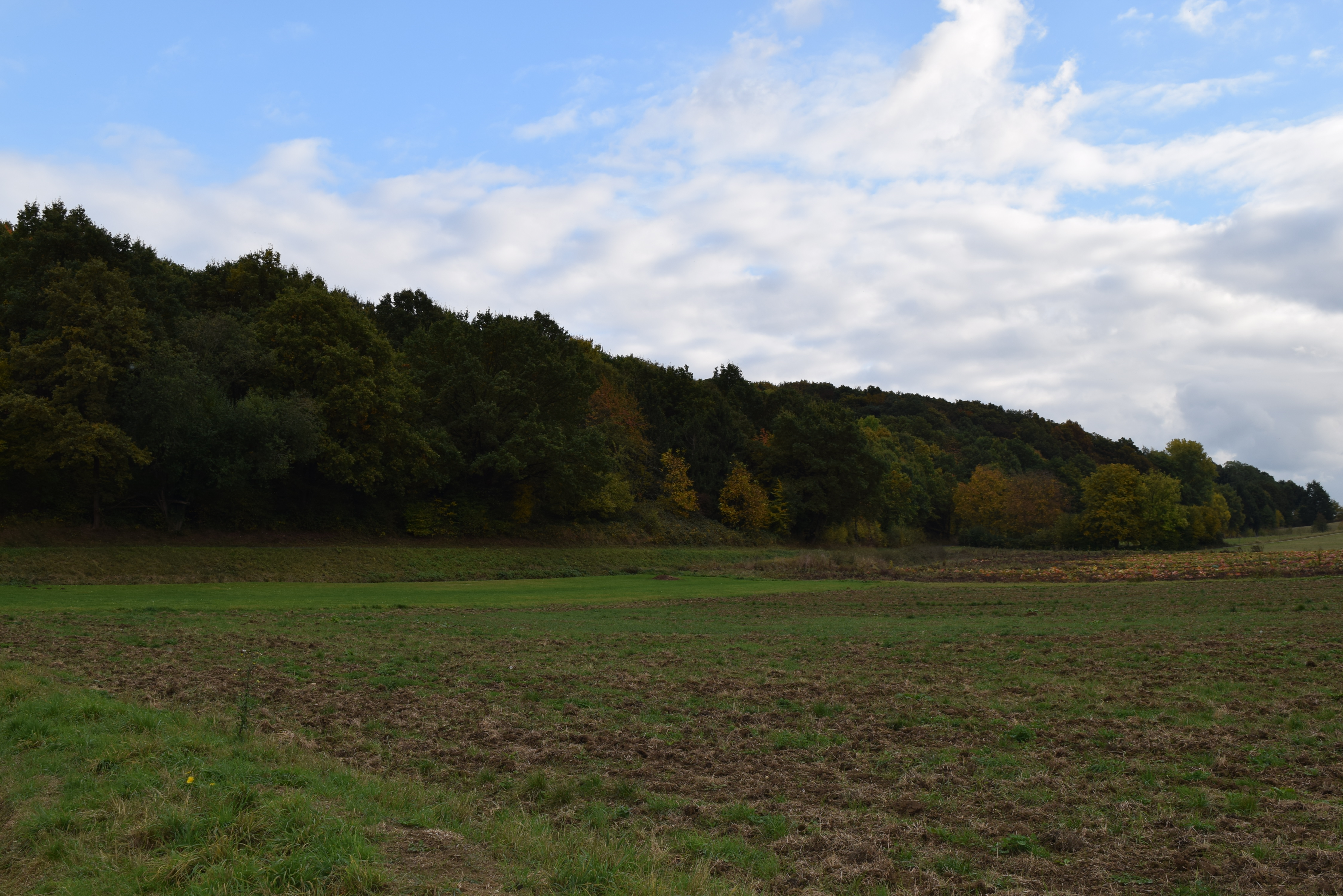
Blick von Brenig (Nordwest)

Die Quarzsandgrube ist ein Naturschutzgebiet in der Stadt Bornheim im nordrhein-westfälischen Rhein-Sieg-Kreis. In diesem Gebiet soll Quarzsandabgrabungsgelände mit Kleingewässern, Hochstauden- und Gebüschfluren und umgebenden Gehölzbeständen erhalten und optimiert werden.

## Lage
Das Naturschutzgebiet befindet sich größtenteils im Bornheimer Stadtteil Brenig. Es liegt auf einer Kuppe östlich des Stadtteils an der Grenze zu Roisdorf. Der steile Hangbereich der alten Terrassenkante bildet den Nord- und den Westrand des Gebietes. Südöstlich schließt sich das Naturschutzgebiet An der Roisdorfer Hufebahn an, südwestlich liegt das Naturschutzgebiet Mühlbachtal.

## Beschreibung
Bis 1987 wurde in dem Bereich Quarzsand abgebaut. Die ehemalige Abgrabung ist ein wichtiger Rückzugsraum für seltene Tiere und Pflanzen. Das enge Nebeneinander von Sand, Braunkohle, Kies und Ton führt zu einem dichten Mosaik unterschiedlichster Biotope. Hier finden sich Kiefern-Eichen-Nieder- und Mittelwäldchen, völlig verbuschte Obstbrachen, Besenginsterbüsche, Robinienhaine, ein kleiner Bacheschenwaldrest und teilweise mit Laubgehölzen aufgeforsteten Brachflächen. Rare Hautflügler und Laufkäfer brauchen offene Flächen, Amphibien flache, unverschattete Tümpel. Ein Schutzziel ist es, die offenen Böden sowie frühe Entwicklungsstadien der Vegetation zu erhalten.
Das Gelände ist umzäunt, deshalb gibt es eine Aussichtsplattform („Fietzeks Weitsicht“ ⊙) und regelmäßig geführte Erkundungen.

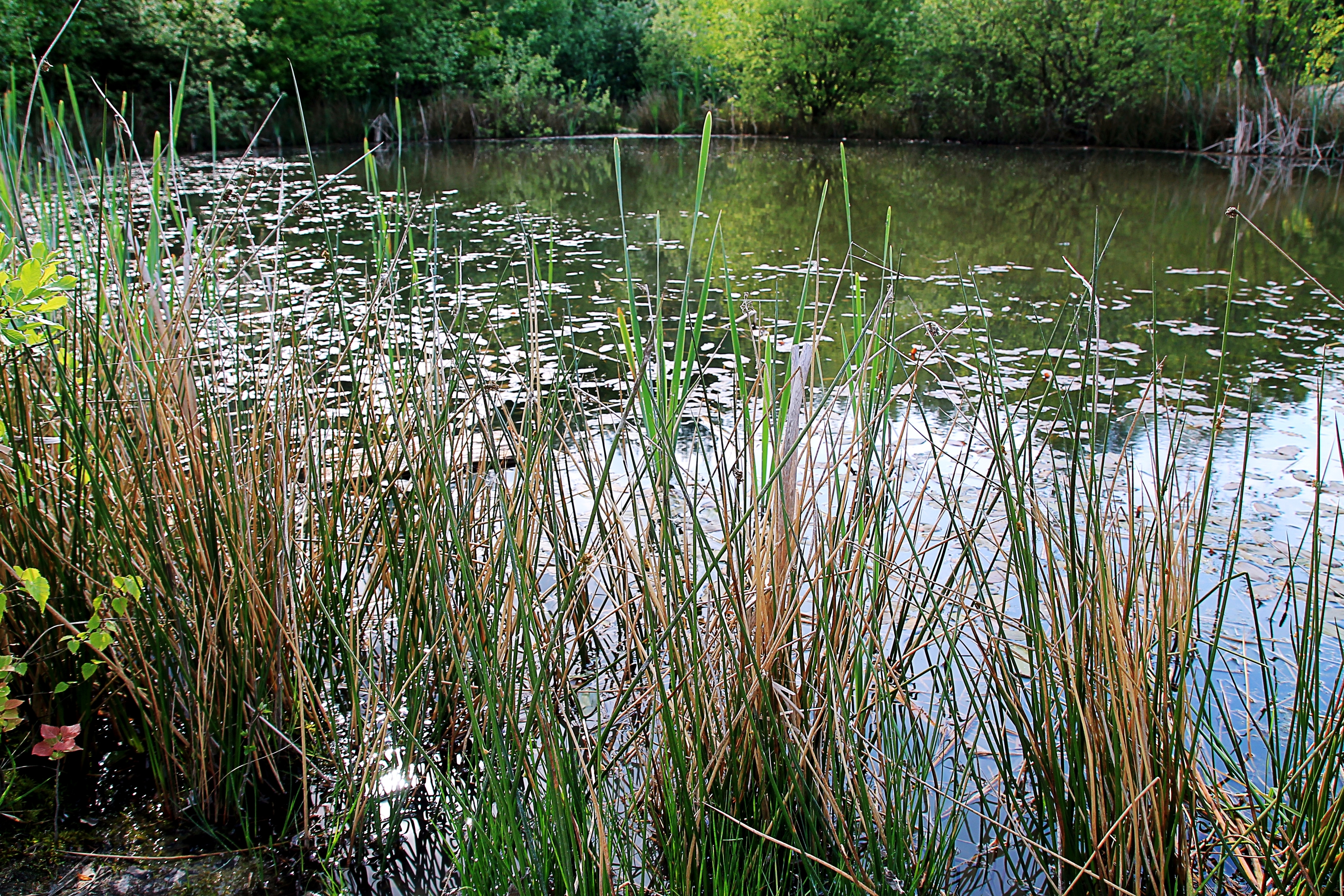
Ein Tümpel in der Quarzsandgrube
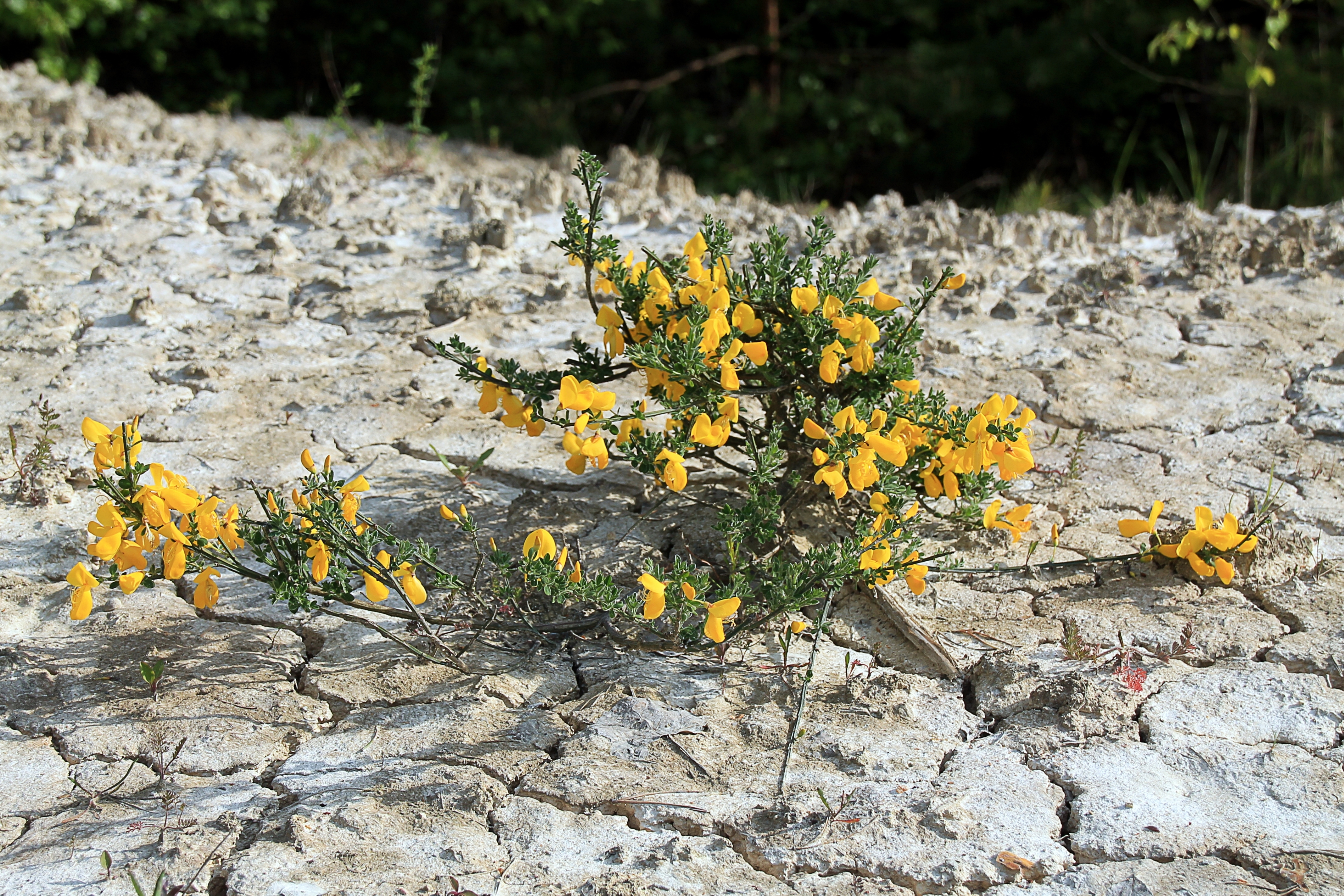
Deutscher Ginster blüht auf dem weißen Boden
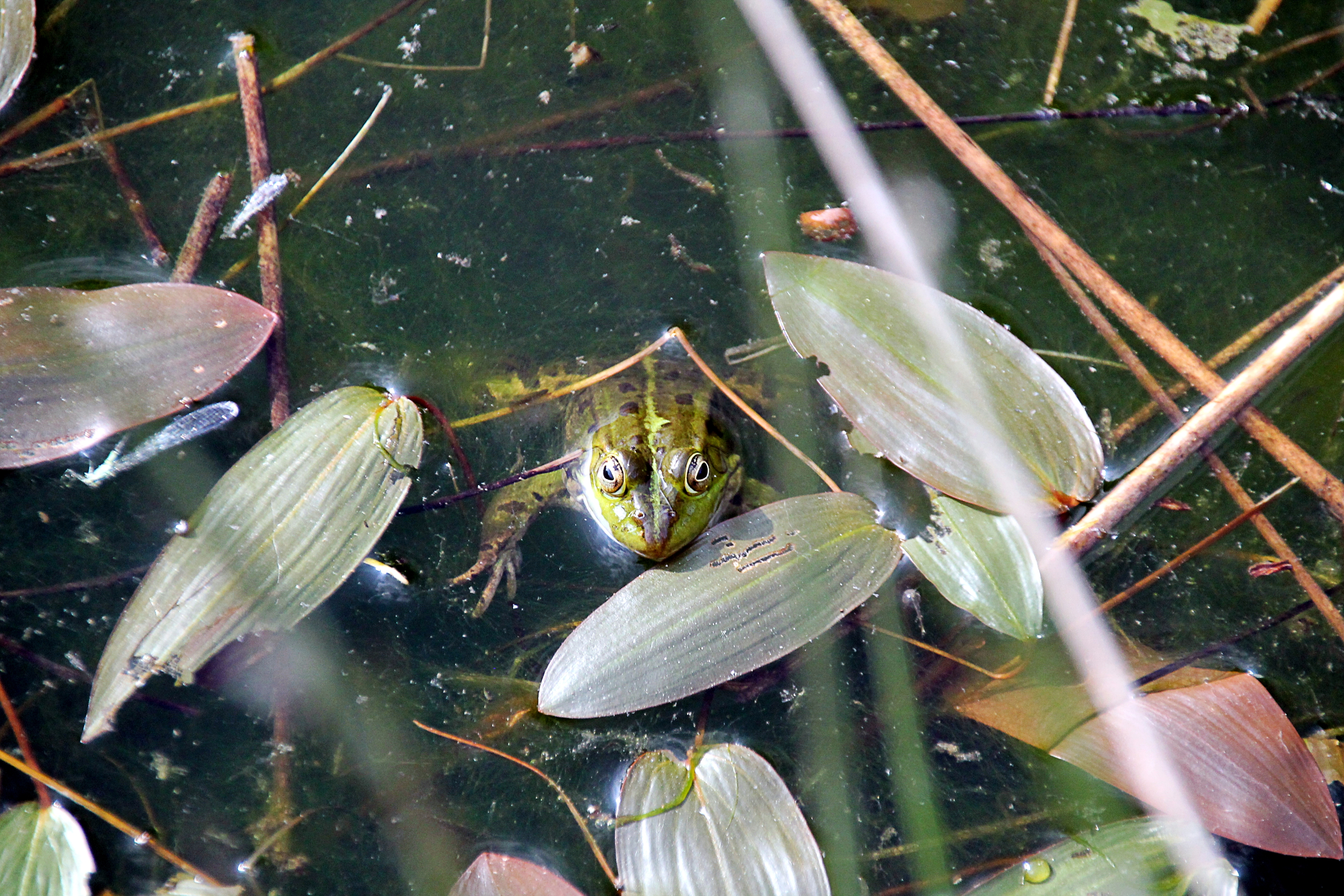
Teichfrosch im Wasser eines Tümpels
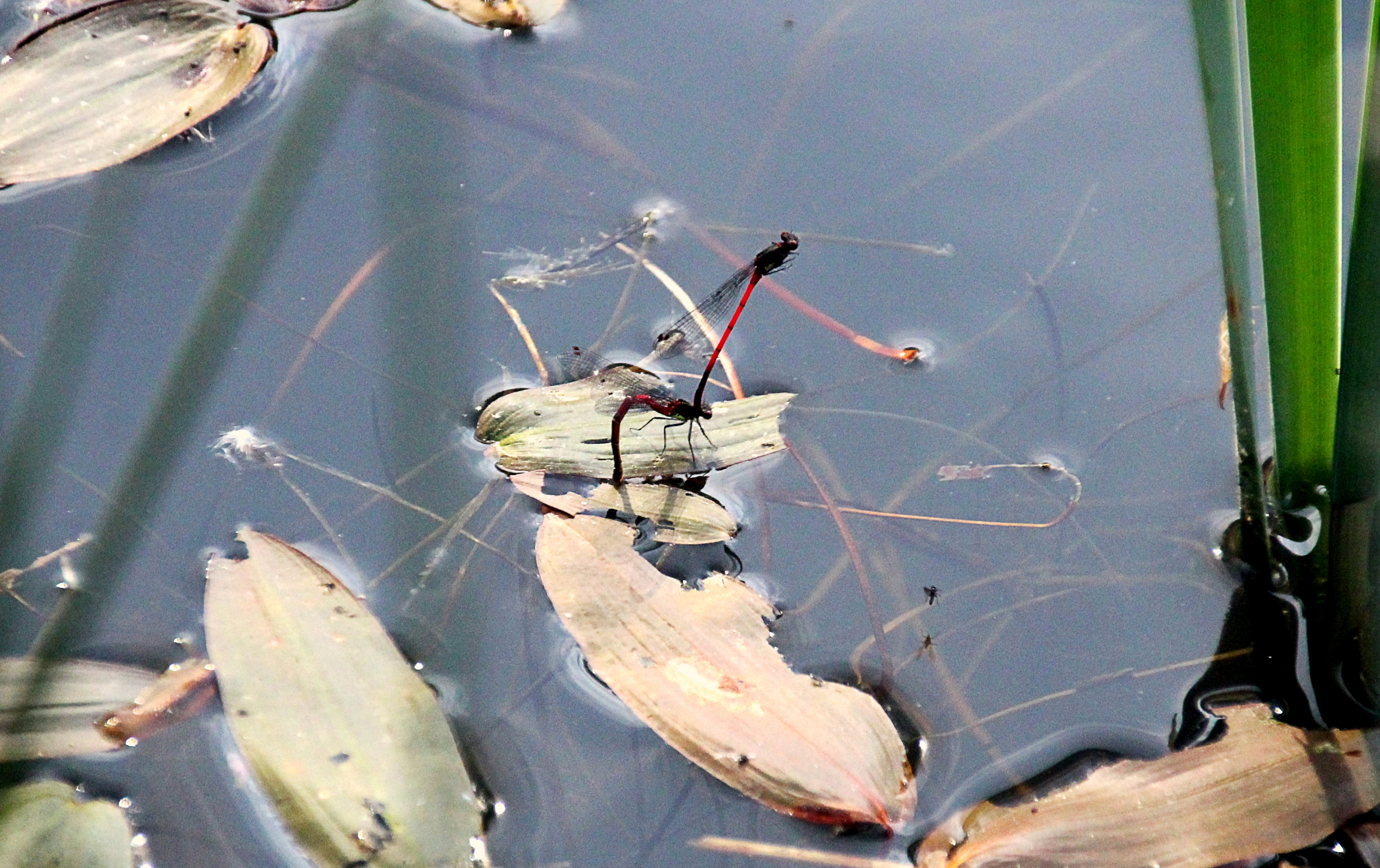
Paarung und Eiablage der Frühen Adonisjungfer